# Nessia gansi
Nessia gansi — вид сцинкоподібних ящірок родини сцинкових (Scincidae). Ендемік Шрі-Ланки. Вид названий на честь американського герпетолога Карла Ганса. Описаний у 2017 році.

## Опис
Nessia gansi мають струнке тіло та загострену голову. На кожній з чотирьох кінцівок є три пальці. Посередні тіла 22-26 рядів лусок. Спина має темно-коричневе, на кожній лусці є темна пляма. Нижня частина тіла темно-коричнева.

## Поширення і екологія
Nessia gansi мешкають на вологому південному заході Шрі-Ланки. Вони живуть у вологих тропічних лісах та в садах, серед пухкого ґрунту і опалого листя. Відкладають яйця.

## Збереження
МСОП класифікує стан збереження цього виду як близький до загрозливого. Nessia gansi загрожує знищення природного середовища.